# Meister der Acquavella-Stillleben

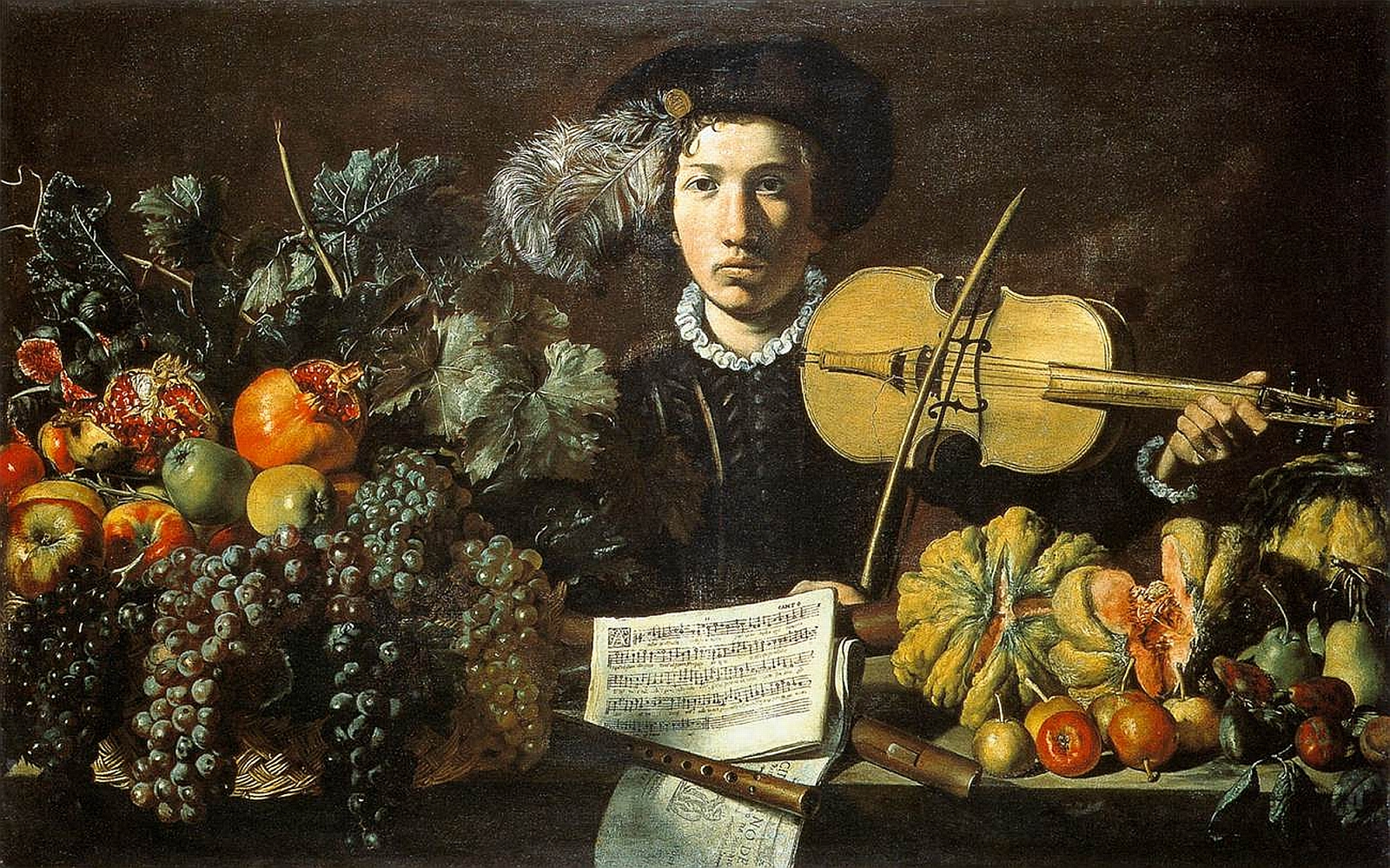
Meister der Acquavella-Stillleben: Stillleben mit Violinspieler

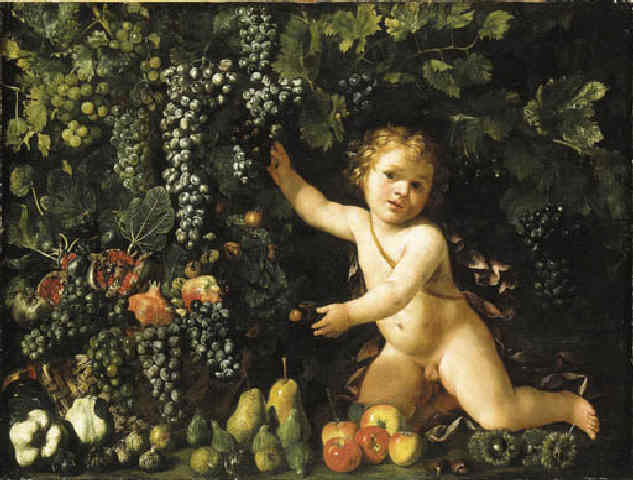
Meister der Acquavella-Stillleben: Stillleben mit Früchten und Putto

Als Meister der Acquavella-Stillleben wird ein italienischer Maler des Barocks bezeichnet, der um 1610/1620 in Rom tätig war. Der Meister, der sich anscheinend auf Stillleben spezialisierte, gilt als ein bedeutender Vertreter der „natura morta“ seiner Epoche, ein Stil, der gerne mit barocker Symbolsprache auf die Vergänglichkeit des Seins, das memento mori, hinwies.
Den Notname des Meister der Acquavella-Stillleben erhielt er nach einem seiner Werke, einem Stillleben mit Blumenvase, Obst und Früchten des Feldes, das sich im Besitz der New Yorker Galerie Acquavella befand. Um dieses Werk wurden anhand von Analysen weitere Stillleben mit gleichen Stil und Technik versammelt und dem Meister zugeordnet.

## Stil
Der Meister der Acquavella-Stillleben malte mit einer außerordentlichen Liebe zum Detail und in allen ihm zugeordneten Bildern scheint die Fülle der Früchte und Blumen fast im wahrsten Worte „den Rahmen zu sprengen“. Sein Werk ist ein Beispiel dafür, wie sich das Genre des Stilllebens in Rom mit opulenter barocker Formsprache entwickelte, im Stil unterschiedlich zu der gleichzeitig in den Niederlanden entstehenden, zurückhaltenderen Darstellung von Stillleben mit gleicher „morbider“ Botschaft der Vergänglichkeit.

## Identifizierung
Die folgenden Künstler werden als mögliche Identität des Meister der Acquavella-Stillleben vorgeschlagen: Luca Forte aus Bottari, Angelo Caroselli aus Bologna, Giovanni Battista Crescenzi aus Rom oder auch Pietro Paolini aus Salerno. Jedoch bleiben solche Benennungen weiterhin unklar.

## Werke (Auswahl)
- Stillleben mit Blumenvase, Obst und Früchten des Feldes
- Stillleben mit Violinspieler (Figur von einem anderen Künstler)
- Stillleben mit Früchten und Putto (Figur von einem anderen Künstler)

Viele dem Meister zugeschriebene Werke befinden sich in Privatbesitz, weshalb sie nur selten in Sonderausstellungen oder Auktionen von Einzelwerken der Öffentlichkeit zugänglich sind.